# NGC 6488
NGC 6488 is een compact sterrenstelsel in het sterrenbeeld Draak. Het hemelobject werd op 1 september 1886 ontdekt door de Amerikaanse astronoom Lewis A. Swift.

## Synoniemen
- MCG 10-25-98
- ZWG 300.76
- ARAK 533
- NPM1G +62.0221
- PGC 60918